# HD 43691
HD 43691は、ぎょしゃ座の方角に約278光年の距離にある、三重連星系である。

## 星系
主星のHD 43691 Aは、8等級のG型星である。この星は黄色く見えるが、距離から計算した絶対等級が主系列星にしては明るすぎるので、準巨星だと考えられる。その場合、核内での水素核融合はほぼ終了し、徐々に赤色巨星へと進化しているところである。
伴星は、2015年に主星から北東に4.4秒離れた位置に、初めて検出された。その後、補償光学を用いた複数の観測から、この伴星候補が主星と運動を共にする連星であることがわかり、更に伴星は2つの恒星からなる三重連星であることもわかった。伴星のHD 43691 B、HD 43691C は、実際の距離にすると、主星からおよそ360AU離れた位置にある。伴星同士は、およそ10AU離れている。

## 惑星系
2007年7月、主星の周囲を公転する木星型惑星が発見された。最低質量は2.5木星質量で、水星と太陽の間の距離よりも母星に近い軌道を公転している。
| 名称 （恒星に近い順） | 質量      | 軌道長半径 （天文単位） | 公転周期 (日) | 軌道離心率  | 軌道傾斜角 | 半径 |
| --------------------- | --------- | ----------------------- | ------------- | ----------- | ---------- | ---- |
| b                     | > 2.49 MJ | 0.24                    | 36.96 ± 0.02  | 0.14 ± 0.02 | —          | —    |